# On Top of Your World
"On Top of Your World" är en låt av den svenska rockgruppen Sahara Hotnights inspelad för deras andra studioalbum, Jennie Bomb (2001). Låten gavs ut som den första singeln från albumet den 9 maj 2001. Den hade dessförinnan radiopremiär på Sveriges Radio P3 den 12 april.
Låten blev gruppens första singel på Sverigetopplistan, med plats 28 som bäst.

## Musikvideo
Låten bannlystes på MTV efter 11 september-attacken i USA på grund av de explosioner och New York-bilder som finns i videon.[källa behövs]

## Låtlista
Alla låtar skrivna av Maria Andersson och Josephine Forsman, där inget annat anges.
Svensk CD
1. "On Top of Your World" – 3:17
2. "Teenage Kicks" (The Undertones-cover) – 1:35

Brittisk CD
1. "On Top of Your World" – 3:17
2. "We're Not Going Down" – 2:33
3. "Now Tonight" – 2:51

Vinylsingel
A
1. "On Top of Your World" – 3:17

B
1. "We're Not Going Down" – 2:51
2. "Now Tonight" – 2:33

## Medverkande
Sahara Hotnights
- Maria Andersson – sång, gitarr
- Jennie Asplund – gitarr
- Johanna Asplund – bas
- Josephine Forsman – trummor

Produktion
- Peter In de Betou – mastering
- Stefan Boman – inspelning, ljudmix
- Chips Kiesbye – producent, ljudmix
- Sahara Hotnights – medproducent
- Robert Wellerfors – inspelning

## Listplaceringar
| Lista (2001)                | Högsta position |
| --------------------------- | --------------- |
| Sverige (Sverigetopplistan) | 28              |